# Artur Binkowski
Artur „Art” Binkowski (ur. 19 lutego 1975 w Bielawie) – kanadyjski bokser polskiego pochodzenia, występujący w kategorii ciężkiej, olimpijczyk z Sydney.
W wieku 13 lat wyemigrował z rodziną do Kanady. W 2000 roku jako reprezentant tego kraju wystąpił podczas igrzysk olimpijskich w Sydney, dochodząc do ćwierćfinału. Potem przeszedł na zawodowstwo. Nie przegrał żadnej z pierwszych szesnastu walk (dwa razy remisował) na zawodowym ringu. Większość z nich stoczył w Stanach Zjednoczonych.
Gdy w 2007 roku znokautował go Mike Mollo, zawiesił karierę. Wrócił po pięciu latach, ale przegrał z Jonte Willisem. Od tego czasu głośniej było o jego konfliktach z prawem. Kanadyjski „The Record” pisał również o jego problemach z depresją i uzależnieniu od alkoholu. Tymczasem w Polsce zyskał rozgłos – wygłaszając monologi i udzielając wywiadów, w których obrażał rywali.

## Życiorys

### Rodzina i wczesne lata
Urodził się w 1975 w Bielawie, gdzie również dorastał, w rodzinie o sportowych tradycjach. Jego dziadek, Józef Grzelczyk, był bokserem Górnika Wałbrzych i założycielem sekcji bokserskiej klubu Bielawianka Bielawa, natomiast matka, Czesława, trenowała lekkoatletykę. Ojciec, Andrzej Binkowski, był elektrykiem. Artur Binkowski ma dwóch młodszych braci: Piotra (ang. Peter) i Grzegorza (Greg).
W 1988 w wieku 13 lat Binkowski wyemigrował z rodziną do Kanady. Binkowscy początkowo zamieszkali przy ulicy Chandler Drive niedaleko ulicy Ottawa Street i Westmount Road w Kitchener. Artur Binkowski był wysportowanym chłopcem, który grywał w piłkę nożną. Pracował również w restauracji McDonald’s, uczęszczając równolegle do Kitchener-Waterloo Collegiate i Vocational School, jak również do Bluevale Collegiate Institute w Waterloo.

### Początki z boksem
What got me into boxing? The fact that it’s an original game. Win or lose, you have nobody to blame but you. That’s one of the things I like

Początkowo Binkowski trenował karate i kung-fu, ale w tych sportach, jak stwierdził, brakowało mu „konkretnego kontaktu z przeciwnikiem”. Jako 15-latek w mieście rozpoczął treningi boksu. Powodem były problemy z rówieśnikami, którzy z początku nie akceptowali obcokrajowca z Polski. Trafił do klubu Waterloo Regional Boxing Academy, gdzie trenował pod okiem Arniego Boehma, wieloletniego trenera Lennoxa Lewisa.
W trakcie amatorskiej kariery jego trenerem był Arnie Boehm. Binkowski jako 19-latek został mistrzem Kanady juniorów, a rok później był już wicemistrzem w kategorii seniorów. W 2000 roku zdobył złoty medal mistrzostw Kanady amatorów.

### 2000–2003: Igrzyska Olimpijskie i boks zawodowy
W 2000 reprezentował Kanadę na Igrzyskach Olimpijskich w Sydney. Przed turniejem olimpijskim przygotowywał się m.in. na obozie treningowym w Poconos w Pensylwanii, odbywając sparingi z Lennoxem Lewisem i jego sparingpartnerami.
23 września 2000 r. w 1/16 finału pokonał decyzją sędziów reprezentanta Mauritiusu, Michaela Macaque. 27 września w ćwierćfinale walczył z Rustamem Saidovem z Uzbekistanu. Binkowski przegrywał zdecydowanie, a na skutek 15-punktowej (2-17) przewagi rywala walka została zatrzymana 13 sekund przed końcem II rundy. W klasyfikacji końcowej Binkowski zajął 8. miejsce.
Po występach na olimpiadzie Binkowski rozpoczął w Stanach Zjednoczonych karierę w boksie zawodowym. Zadebiutował 23 listopada 2001 w 4-rundowej walce z Michaelem Moncriefem, która zakończyła się remisem. Swoje pierwsze zwycięstwo odniósł w kolejnym pojedynku 9 kwietnia 2002, pokonując przez techniczny nokaut w II rundzie Tyrone’a Muexa. Również kolejne 3 starcia kolejno z Jamesem Porterem, Davidem Cherrym i Quintone Osgoodem zakończył przed czasem (TKO). 27 października 2002 decyzją sędziów pokonał Bryana Blakely’ego. Rok 2003 rozpoczął od wygrania w IV rundzie przez TKO z Brianem McIntyre’em. Przez techniczny nokaut wyeliminował także w kolejnej walce Jessie Tuckera (2/6), a po zwycięstwie na punkty 25 kwietnia 2003 nad Thomasem Williamsem zmierzył z Edem Krasnicim w pojedynku o tytuł mistrza stanu Illinois wagi ciężkiej. Binkowski, kończąc walkę w II rundzie, zdobył swój pierwszy pas w zawodowej karierze. Następne walki wygrał przez TKO z Mario Cawleyem oraz decyzję sędziów z Kenem Murphym.

### 2004–2006: Udział w filmieCzłowiek Ringu, pierwsza porażka
Na początku 2004 Binkowski pracował na planie filmu Człowiek ringu, w którym u boku Russella Crowe zagrał boksera wagi ciężkiej Johna „Corn” Griffina, w związku z czym miał kilkumiesięczną przerwę w treningach. Podczas licznych sparingów uczył Crowe’a tajników boksu. Serwis Wirtualna Polska podkreślił, że za rolę Griffina pięściarz otrzymał wyższe honorarium niż za wszystkie jego walki zawodowe razem wzięte. Parę miesięcy po pracy na planie filmowym, 15 czerwca 2004, Binkowski pokonał przez techniczny nokaut w II rundzie Davida Cherry’ego.
18 czerwca 2005 zmierzył się z Patrice L'Heureux o pas mistrza Kanady wagi ciężkiej. Po 10-rundowej walce przegrał jednogłośną decyzją sędziów. W przedostatniej odsłonie padł na deski. Była to jego pierwsza porażka na zawodowym ringu po stoczonych 16 pojedynkach. Po przegranej walce rozważał zakończenie kariery. Po 10-miesięcznej przerwie wrócił na ring, remisując z Tiptonem Walkerem w walce stoczonej w ramach gali Lighting Strikes na Cicero Stadium.

### 2007–2011: zwycięstwo z Butlerem, porażka z Mikiem Mollo i problemy z prawem
Na początku 2007 r. skończył pracę na planie do filmu Ressurecting the Champ z udziałem m.in. Samuela L. Jacksona. Po rocznej przerwie Binkowski miał walczyć podczas gali organizowanej w marcu 2007 r. w Nowym Jorku, jednak promotor nie znalazł dla niego rywala. Tymczasem przyjął od przedstawiciela telewizji Showtime propozycję walki z 23-letni Raphaelem Butlerem, z którym miał stoczyć pojedynek 2 tygodnie później.
Do starcia doszło 6 kwietnia 2007 w Minneapolis. W I rundzie Binkowski był trzykrotnie posyłany na deski, a przed ostatnią rundą przegrywał zdecydowanie na wszystkich kartach sędziowskich. Na 37 sekund przed końcem ostatniej ósmej rundy Binkowski trafił rywala ciosem z prawej ręki, a później prawym podbródkowym. Od tego momentu Butler tylko przyjmował ciosy Kanadyjczyka, który w ciągu 10 sekund sześciokrotnie trafił swojego oponenta. Amerykanin padł w końcu na deski, uderzając głową w matę ringu tak mocno, że wypadł mu ochraniacz na zęby. Sędzia zaczął go liczyć, ale kiedy Butler wypluł po raz kolejny ochraniacz, walka została przerwana.
W 2007 podpisał kontrakt z promotorem Donem Kingem. 13 października 2007 Binkowski przegrał przez techniczny nokaut z Mikiem Mollo. Amerykanin pomimo różnicy wzrostu przeważał, wyprowadzając mocne ciosy lewe sierpowe. Walka została przerwana w II rundzie po tym, jak Binkowski po raz trzeci padł na deski. Po tej porażce postanowił zakończyć karierę. W 2011 r. zaczął popadać w częste konflikty z prawem w Kanadzie. Za pobicie został skazany na pobyt w więzieniu (3,5 miesiąca).

Kiedy skończyłem współpracę z Donem Kingiem, wydawało się, że w ogóle odejdę z boksu. Rozmaite kontuzje, długotrwałe przygotowania sprawiły, że moje ciało odmawiało posłuszeństwa. Rozstanie z ringiem i ciągłymi treningami umożliwiło mi bliższe poznanie codziennego kanadyjskiego trybu życia... [Binkowski, 2013]

### 2012-2018: Powrót na ring i dalsze walki
Na ring postanowił wrócić po 5-letniej przerwie. W październiku 2012 lokalne kanadyjskie czasopismo „Brampton Guardian” zwróciło uwagę, iż Binkowski przez ostatni okres więcej czasu spędził na sali sądowej niż na treningach. 3 listopada 2012 podejmował walkę z Jonte Willisem w ramach gali Return of the Gladiators organizowanej w Kitchener przez Syda Vanderpoola, długoletniego przyjaciela Binkowskiego. Przegrał jednogłośną decyzją sędziów po sześciu rundach.
19 października 2013 r. „The Polish Warior” przegrał walkę na punkty z Krzysztofem Zimnochem w ramach gali zorganizowanej w Kopalni Soli w Wieliczce. W trakcie konfrontacji Binkowski pogryzł swojego rywala w bark. Do przebiegu walki odniósł się m.in. serwis Wirtualna Polska, która stwierdził, iż „to nie była promocja tego sportu, tylko kompletna antypromocja szermierki na pięści”. Do ostrej wymiany zdań między bokserami dochodziło już przed walką podczas konferencji prasowej, w której Binkowski nazwał Polaka „konfidentem”. Po walce kanadyjski pięściarz odciął się od konfliktu Zimnocha z Arturem Szpilką i obelg kierowanych w stronę Zimnocha.
26 kwietnia 2014 r. zmierzył się z Michałem Cieślakiem. Od początku walki znajdował się w zdecydowanej defensywie. Już w pierwszej rundzie był liczony, natomiast w kolejnej odsłonie został znokautowany. Po porażce oświadczył, że był to prawdopodobnie jego ostatni występ w karierze.
W październiku 2017 roku podpisał kontrakt na walkę z Marcinem Najmanem podczas Narodowej Gali Boksu 25 maja 2018 na Stadionie Narodowym w Warszawie. W kwietniu 2018 roku po interwencji Stowarzyszenia „Nigdy Więcej” w sprawie publicznych rasistowskich wypowiedzi Binkowskiego jego udział w gali został odwołany.

### 2023-2025: Freak fighty i niedoszły powrót na pożegnalną walkę
W czerwcu 2023 roku, stał się twarzą federacji MMA-VIP, znanej z organizacji gal typu freak show fight. We wrześniu tego samego roku ogłoszono, że Bińkowski powróci do ringu na ostatnią walkę w karierze. Rękawice miał skrzyżować z Remigiuszem Tkaczykiem, organizatorem gali Fight Rose 4, która miała miejsce 30 września w Koninie. Starcie nietypowo zaplanowano w małych rękawicach do MMA, jednak walka została odwołana. 
W styczniu 2025 roku, podpisał kontrakt na walkę z organizacją freak fight, Fame MMA. 8 lutego 2025 na gali Fame 24: Underground w Warszawie, zawalczył z dziennikarzem, Tomaszem „Tomkiem z Fightsportu” Majewskim. Zamiast rękawic bokserskich zawodnicy założyli rękawice do MMA oraz zamiast pojedynku w klasycznym ringu odbył się on w specjalnej arenie walk, tzw. „basenie”. Binkowski zwyciężył jednogłośnie na punkty każdą z trzech rund.

## Życie prywatne
Był żonaty z Polką, Agatą, którą poślubił 2 lipca 2005 w Katedrze Najświętszego Imienia Jezus w Chicago. Wcześniej para wzięła ślub cywilny. Rozwiodła się w 2014 roku. Z tego związku Artur Binkowski ma dwóch synów: Mikołaja i Aleksandra.
Binkowski studiował psychologię na Wilfrid Laurier University w Waterloo. Równolegle z karierą bokserską pracował m.in. jako trener personalny. Był również pracownikiem firmy produkującej meble kuchenne.

## Lista walk

### Zawodowe na ringu
| Wynik      | Bilans | Przeciwnik (bilans przed walką) | Rozstrzygnięcie | Runda | Data       | Miejsce                                 | Uwagi                                             |
| ---------- | ------ | ------------------------------- | --------------- | ----- | ---------- | --------------------------------------- | ------------------------------------------------- |
| Przegrana  | 16-5-3 | Michał Cieślak (4-0)            | TKO             | 2/6   | 26.04.2014 | Arena Legionowo                         | [ 52 ]                                            |
| Przegrana  | 16-4-3 | Krzysztof Zimnoch (16-0-1)      | UD              | 8/8   | 19.10.2013 | Kopalnia Soli, Wieliczka                | [ 53 ]                                            |
| Przegrana  | 16-3-3 | Jonte Willis (8-4-1)            | UD              | 6/6   | 03.11.2012 | Bingeman’s Marshall Hall, Kitchener     | [ 54 ]                                            |
| Przegrana  | 16-2-3 | Mike Mollo (18-1)               | TKO             | 2/10  | 13.10.2007 | Sears Centre, Hoffman Estates           | [ 55 ]                                            |
| Zwycięstwo | 16-1-3 | Toto Mubenga (11-5)             | TKO             | 8/8   | 26.05.2007 | Spodek, Katowice                        | [ 56 ]                                            |
| Zwycięstwo | 15-1-3 | Raphael Butler (25-3)           | TKO             | 8/8   | 06.04.2007 | Target Center, Minneapolis              | [ 57 ]                                            |
| Remis      | 14-1-3 | Tipton Walker (13-12-1)         | PTS             | 6/6   | 21.04.2006 | Cicero Stadium, Cicero                  | [ 58 ]                                            |
| Przegrana  | 14-1-2 | Patrice L'Heureux (16-1-1)      | UD              | 10/10 | 18.06.2005 | Bell Centre, Montreal                   | Walka o pas mistrza Kanady wagi ciężkiej.         |
| Zwycięstwo | 14-0-2 | Demetrice King (7-6)            | UD              | 8/8   | 14.05.2005 | Montreal Casino, Montreal               | [ 60 ]                                            |
| Remis      | 13-0-2 | Charles Hatcher (15-6)          | PTS             | 8/8   | 24.11.2004 | Ramada Inn, Rosemont                    | [ 61 ]                                            |
| Zwycięstwo | 13-0-1 | Vinson Durham (21-33-3)         | UD              | 6/6   | 03.11.2004 | Shark City Sports Bar, Glendale Heights | [ 62 ]                                            |
| Zwycięstwo | 12-0-1 | David Cherry (7-28)             | KO              | 2/4   | 15.06.2004 | The Belvedere, Elk Grove Village        | [ 18 ]                                            |
| Zwycięstwo | 11-0-1 | Ken Murphy (19-12-2)            | UD              | 6/6   | 19.12.2003 | Ramada Inn, Rosemont                    | [ 63 ]                                            |
| Zwycięstwo | 10-0-1 | Mario Cawley (22-10)            | TKO             | 7/10  | 26.11.2003 | Ramada Inn, Rosemont                    | [ 64 ]                                            |
| Zwycięstwo | 9-0-1  | Ed Krasnici (18-3)              | TKO             | 2/6   | 10.07.2003 | Allstate Arena, Chicago                 | Walka o pas mistrza stanu Illinois wagi ciężkiej. |
| Zwycięstwo | 8-0-1  | Thomas Williams (28-14)         | UD              | 6/6   | 25.04.2003 | Ramada Inn, Rosemont                    | [ 65 ]                                            |
| Zwycięstwo | 7-0-1  | Jessie Tucker (4-5-1)           | TKO             | 2/6   | 15.03.2003 | UIC Pavilion, Chicago                   | [ 66 ]                                            |
| Zwycięstwo | 6-0-1  | Brian McIntyre (4-6)            | TKO             | 4/6   | 24.01.2003 | Ramada Inn, Southfield                  | [ 67 ]                                            |
| Zwycięstwo | 5-0-1  | Bryan Blakely (13-14-1)         | UD              | 6/6   | 27.09.2002 | Ramada Inn, Southfield                  | [ 14 ]                                            |
| Zwycięstwo | 4-0-1  | Quinton Osgood (8-11-1)         | TKO             | 2/4   | 27.09.2002 | Ramada Inn, Southfield                  | [ 68 ]                                            |
| Zwycięstwo | 3-0-1  | David Cherry (5-20)             | TKO             | 3/4   | 16.08.2002 | Ramada Inn, Southfield                  | [ 69 ]                                            |
| Zwycięstwo | 2-0-1  | James Porter (0-1)              | TKO             | 3/4   | 30.05.2002 | Hanging Gardens, River Grove, Illinois  | [ 70 ]                                            |
| Zwycięstwo | 1-0-1  | Tyrone Muex (5-11-3)            | TKO             | 2/4   | 09.04.2002 | Ramada Inn, Southfield                  | [ 12 ]                                            |
| Remis      | 0-0-1  | Michael Moncrief (1-2)          | PTS             | 4/4   | 23.11.2001 | Ramada Inn, Southfield                  | Debiut zawodowy.                                  |

Legenda: TKO – techniczny nokaut, KO – nokaut, UD – jednogłośna decyzja, SD- niejednogłośna decyzja, MD – decyzja większości, PTS – walka zakończona na punkty, RTD – techniczna decyzja sędziów

### W specjalnej arenie walk
| Wynik      | Bilans | Przeciwnik (bilans przed walką) | Rozstrzygnięcie       | Runda | Czas | Rozgrywki            | Data       | Miejsce  | Uwagi                |
| ---------- | ------ | ------------------------------- | --------------------- | ----- | ---- | -------------------- | ---------- | -------- | -------------------- |
| Zwycięstwo | 1-0    | Tomasz Majewski (0-0)           | Decyzja (jednogłośna) | 3     | 2:00 | Fame 24: Underground | 08.02.2025 | Warszawa | W rękawicach do MMA. |

## Filmografia
- 2005: Człowiek ringu jako Corn Griffin[71]
- 2007: Wskrzeszenie mistrza[71]

## Wizerunek medialny

### Kanada i Stany Zjednoczone
Artur Binkowski po wygraniu kilku pierwszych walk w karierze zawodowej, zdaniem jego menedżera Briana Nixa traktowany był jak idol przez dużą część młodzieży w Mississauga. Według niego popularność pięściarza wynikała z faktu, że wypełniał on pustkę pozostawioną przez zawodnika wagi ciężkiej Andrzeja Gołotę po przegranych jego walkach z Michaelem Grantem i Mikiem Tysonem. Binkowskiego opisywano jako sympatycznego i rozmownego, czym kontrastował się z Gołotą, który znany był z lekceważenia dziennikarzy i kibiców. Zdaniem miejscowej Polonii „The Polish Warrior” pozostawał skromną osobą podkreślającą, skąd pochodzi. Podczas walk z jego udziałem na trybunach obecnych było wielu Polaków z narodowymi flagami i biało-czerwonymi szalikami. W 2002 roku pięściarz otrzymał nagrodę Polonijnego Sportowca Roku przyznawaną przez Wietrzne Radio. Zawsze wchodził do ringu w polskich barwach narodowych. Jego trener i menadżer mimo innej narodowości również byli ubrani w polskie symbole.
W 2004 r. czasopismo „Wprost” typowało go jako następcę osiągnięć Gołoty.

Binkowski już jako junior był zarozumiały i właściwie nie słuchał nikogo, dlatego też niczego nie osiągnął. W kanadyjskiej kadrze mówili na niego „Bigmouthki”, bo ciągle gadał. Kiedyś udzielił w Toronto wywiadu dla tamtejszej Polonii, w którym powiedział, że dokończy to, co zaczął Gołota, czyli będzie mistrzem świata w trzy lata. Niezależnie od tego, w sumie to miły chłopak, z którym często grałem w tenisa

Poznałem go na igrzyskach w Sydney (2000). Miał wtedy 25 lat i pewność, że może pobić każdego. Nie bał się nikogo, co widziałem w jego oczach, ale na więcej niż ćwierćfinał to nie starczyło. [...] Miał w sobie dużo uroku, szczerze opowiadał o sobie i swoim boksie. Nie miał złudzeń, zbyt dobrze znał Lennoxa Lewisa, którego podobnie jak jego boksu uczył Adrian Teodorescu, by sądzić, że może zrobić podobną karierę, ale gdyby zaistniała taka konieczność, biłby się też z nim.

Od 2011 r. na wizerunek Binkowskiego w Kanadzie zaczęły składać się częste konflikty z prawem, m.in. pobicie kobiety, napaść na policjanta czy nękanie byłej żony. W 2014 roku kanadyjski dziennik „The Record” opisał, że Binkowski popadł w alkoholizm oraz pobiera rentę inwalidzką z powodu problemów psychicznych i emocjonalnych, w tym depresji.

### Polska
W Polsce Artur Binkowski dla szerszego grona fanów boksu był dość anonimowym zawodnikiem. Rozgłos medialny zyskał w 2013 r. za sprawą udzielonych wywiadów przed walką z Krzysztofem Zimnochem. Hitem internetu okazał się filmik „Co boks robi z ludźmi”. Jego wywiad obejrzały i skomentowały tysiące osób.
Popularność zyskały jego liczne monologi, których treść pozbawiona była jakiejkolwiek logiki. Wielokrotnie podkreślał również, że jest wielkim patriotą. W swoich swobodnych i komicznych wypowiedziach obrażał swojego rywala. Śmiał się też z siebie i swojego życia. Wywiady z pięściarzem stały się popularne, gdyż ten wypowiada się w nich bardzo nieskładnie, poruszając nadmierną liczbę wątków. W wielu rozmowach Binkowski zapominał zadawanych wcześniej pytań, gwałtownie zmieniał tematy, a zdania najczęściej rozpoczynał od zwrotu „Ty...”. Prezentował swoje niekonwencjonalne pojmowanie rzeczywistości, analizy polityczno-społeczne, z których płynnie przechodził do śpiewania piosenek wojskowych z czasów wojny polsko-bolszewickiej.
W maju 2014 roku telewizja TVN24 określiła Binkowskiego jako najbardziej obśmiewanego boksera obok Najmana. W 2017 serwis Sport.pl oznajmił, iż Binkowski „bardziej jest znany z filmików w internecie niż z wysokich umiejętności pięściarskich. Podobnie jak Marcin Najman, który w środowisku bokserskim jest raczej uznawany za celebrytę niż za poważnego pięściarza”. W lutym 2018 portal Interia.pl ocenił, że pięściarz „jest cieniem człowieka z dawnych lat, tak pod względem sportowym, jak również sposobu zachowania”.
Stał się „freak fighterem” i celebrytą, którego walki zyskały więcej aspektu rozrywkowego niż sportowego.